# Leptogaster munda
Leptogaster munda là một loài ruồi trong họ Asilidae. Leptogaster munda được Walker miêu tả năm 1860. Loài này phân bố ở miền Ấn Độ - Mã Lai.